# بسكستل (كورنوال)
بسكستل (بالإنجليزية: Boscastle)‏ هي قرية تقع في المملكة المتحدة في كورنوال. يقدر عدد سكانها بـ 888 نسمة .